# Église San Michele Arcangelo (Naples)
L'église San Michele Arcangelo (Saint-Michel-Archange) ou San Michele a Port'Alba est une des églises monumentales du centre historique de Naples. Elle fait face à la piazza Dante et dépend de l'archidiocèse de Naples.

## Histoire
L'église à l'origine est consacrée à Santa Maria della Provvidenza (Sainte-Marie-de-la-Providence). Elle remonte environ à 1620, mais elle est refaite dans la première moitié du XVIIIe siècle par Domenico Antonio Vaccaro et agrandie par Giuseppe Astarita (it); l'intérieur de l'édifice représente un des chefs-d'œuvre de cet artiste.

## Description

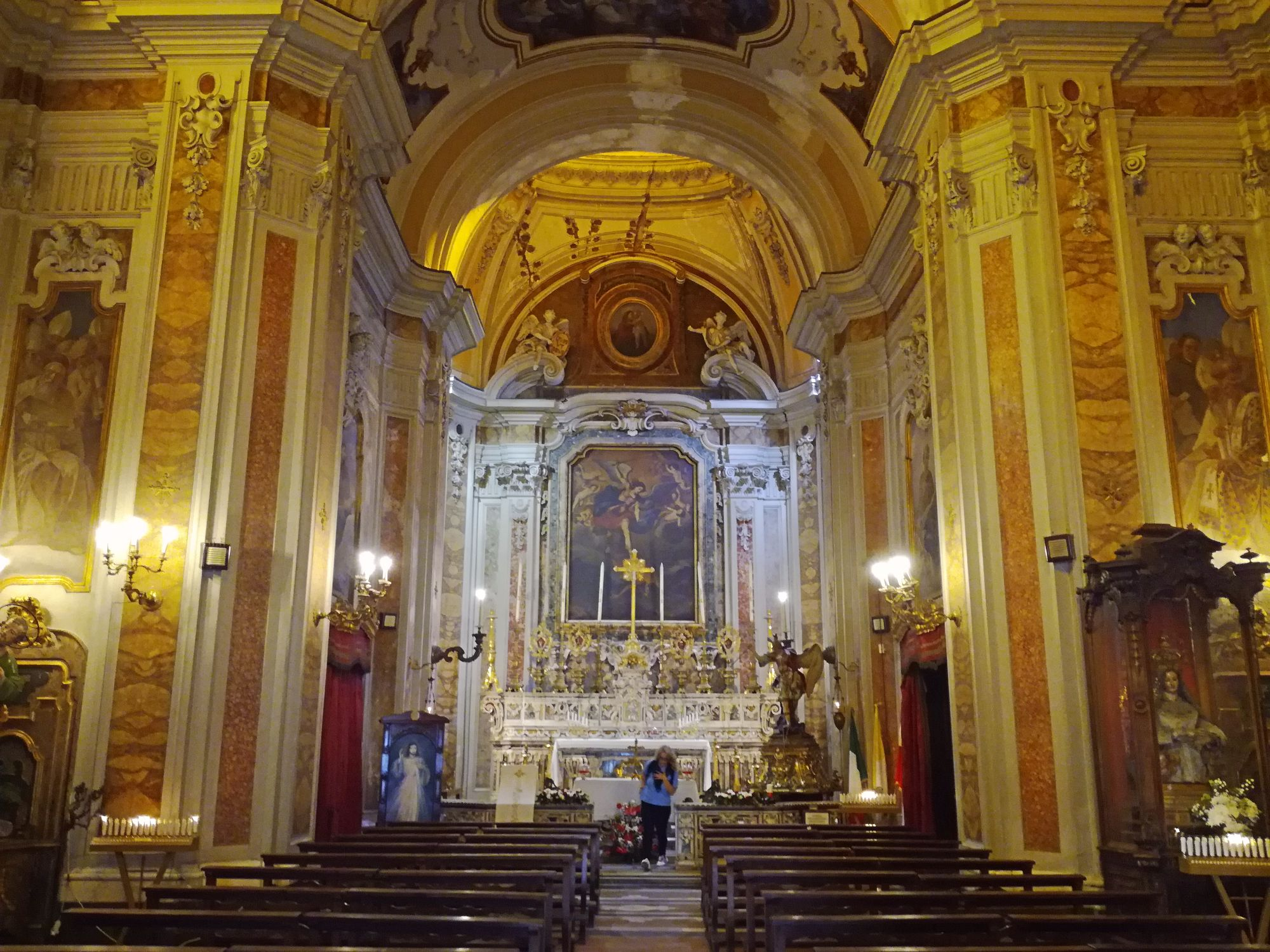
L'intérieur

La façade rococo remarquable est à deux ordres: le premier est caractérisé par deux paires de lésènes composites et le second par deux paires de pilastres gonflés à la base qui encornichent un diaphragme polylobé au-dessus duquel est installé un balcon.
L'intérieur de plan allongé conserve des tableaux de Giuseppe Marullo (Saint Michel), de Vaccaro (Sainte Irène et Saint Émide). La voûte est décorée de fresques du XVIIIe siècle de Lucio Stabile.
La sacristie du XVIIIe siècle abrite, en plus des ornementations rococo, un lavabo de marbre de 1758, œuvre de Gaspare Lamberti sous la supervision de Niccolò Tagliacozzi Canale; l'autel, dessiné par Canale, est réalisé en 1768; il est flanqué de deux prie-Dieu de Nunzia Tancredi en bois de noyer qui présentent deux ovales de marbre figurant l'Adoration des bergers et l'Adoration des Mages, remontant à 1772.
L'église a rouvert ses portes en octobre 2010, après une longue période de restauration.

## Source de la traduction
- (it) Cet article est partiellement ou en totalité issu de l’article de Wikipédia en italien intitulé « Chiesa di San Michele Arcangelo (Napoli) » (voir la liste des auteurs).